# Ulica Hnatiuka we Lwowie
Ulica akademika Hnatiuka, dawniej ulica Jagiellońska – jedna z ulic Lwowa, odchodząca pod skosem na od Wałów Hetmańskich w stronę placu Smólki (obecnie plac Generała Hryhorenki). Nazwa ulicy upamiętnia ukraińskiego etnografa, akademika Wołodymyra Hnatiuka.
W domu pod nr. 13 urodził się Ludwig von Mises.